# Laim
Laim è uno dei distretti in cui è suddivisa la città di Monaco di Baviera, in Germania. Viene identificato col numero 25.

## Geografia fisica
Il distretto si trova a ovest del centro della città.

### Suddivisione
Il distretto è suddiviso amministrativamente in 2 quartieri (Bezirksteile):
1. Friedenheim
2. St. Ulrich